# Новинки (Вачський район)
Новинки (рос. Новинки) — присілок в Вачському районі Нижньогородської області Російської Федерації.
Населення становить 20 осіб. Входить до складу муніципального утворення Новосельська сільрада.

## Історія
Від 2009 року входить до складу муніципального утворення Новосельська сільрада.

## Населення
| 1859 | 1897 | 1905 | 1926 | 1999 | 2002 | 2010 |
| ---- | ---- | ---- | ---- | ---- | ---- | ---- |
| 550  | ↗557 | ↗682 | ↗699 | ↘58  | ↘38  | ↘20  |